# オードブル

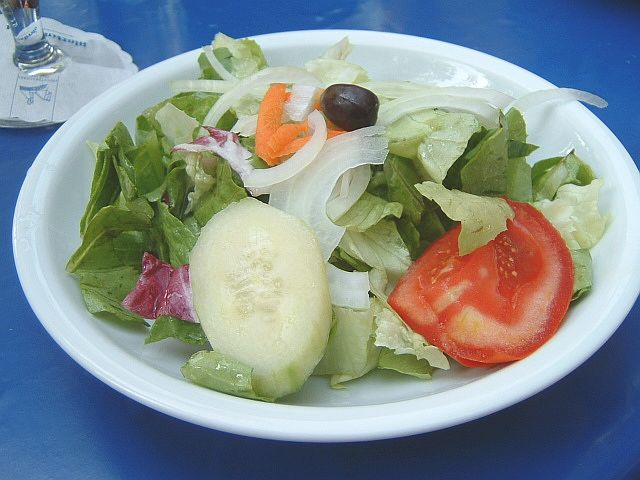
フランスにおける典型的なオードブル

オードブル（フランス語: hors-d'œuvre  発音 オルドゥーヴル）とは、フルコースでスープの前に出される最初の料理を意味する。直訳するとフランス語で『番外の作品』即ち「メインではない料理」となる。食欲をそそることが目的であるため、量が少なく、塩分や酸味がやや強めのことが多い。
伝統的な西洋料理（コース料理）以外一般では「前菜」「アペタイザー（英語: Appetizer）」という。ただし、アペタイザーは前菜や食前酒など、主菜の前に提供されるサービス一切を指す言葉であり、英語圏においても、コース料理等の前菜は「オードブル」と呼ぶのが普通である。
初期のフランス料理ではコースの最初ではなく、日本で言う「お通し」のような物であった。

## 米国でのオードブル
客の到着から食事の準備までが長時間（カクテルパーティー等）の場合にオードブルが振る舞われ、食事を待つ間、客をもてなす。 レセプションやカクテルパーティーなど略式のイベントでは、立食式オードブルのみが出されることもある。
オードブルは着席式の食事の一部としてテーブルで出されることも、着席式の食事の前に出されることもある。オードブルには、ウェイターによって席に運ばれる「テーブルオードブル」または、「バトラー（執事）スタイル」がある。
メインコースの前に出された料理はすべてオードブルといえるが、一般にはオードブルという呼称は調理された小品に限定され、クルディテ（ディップを添えた生野菜盛り合わせ、 Crudités）、チーズや果物はオードブルとは呼ばない。例えば、マスカルポーネ添えプロシュット包みのイチジクは「オードブル」であるが、大皿に盛りつけたイチジクはオードブルではない。
ケータリングされるオードブルには、冷凍されたものと新鮮な手作りのものの両方が含まれる。 一般に、新鮮な手作りのオードブルはより香り高く美しく、高価である。
オードブルよりも大きめの前菜やコース料理の中の最初の品は、北米以外ではアントレと呼ばれる。
米国で一般的なオードブルには以下のものがある。
- カナッペ
- 薄切り肉盛り合わせ
- スナック菓子

- ソーセージ
- ダンプリング
- ブルスケッタ

## 日本でのオードブル、前菜
大饗（だいきょう）料理では、台盤とよばれるテーブルに、多くの料理が並べられたとされる。
室町時代に確立したとされる有職料理では、「初箸および添」とよばれる「前菜」から料理が始まる。
同じ室町時代からの本膳料理では、複数の料理を膳に乗せた単位で提供し、本膳を中心にした料理となっている。そのため本膳以外の、二の膳、三の膳、予（よ）の膳、五の膳などが、「オードブル」となる。
懐石では、初めに折敷に飯、汁物、向付と呼ばれる膾や刺身の3品がまとめて提供される。初めに飯と汁とを食べると、酒も提供され、それから向付を食べるように順番がある。この「向付」が「前菜」に近い。
会席料理では、「先付」と呼ばれる「前菜」から料理が提供される場合が多い。
居酒屋などでは、「先付」、「お通し」、「突き出し」などと呼ばれる「オードブル」や「前菜」が提供される。
日本では、パーティなどで出される、酒のつまみや軽食類を盛り合わせたものを指して、オードブルという。仕出しのオードブル容器は円形で中央に器があり、そこから放射状に6つから7つ程度に仕分けられて各仕切りに皿が配置されるもので、プラスチック製のものはサークルトレーともいう。

## その他の国でのオードブル
- イタリアでは、アンティパスト（antipasto、主菜=pasto、前=anti）がオードブルに類似する。イタリア料理では、チーズ、生またはマリネした野菜、薄切り肉の盛り合わせ、パルマハム等の冷菜が一般的である。
- 東地中海および中東地方では、メゼがオードブルに相当する。
- アルゼンチンではピカディタス（picaditas）、コロンビアではパサボカス（pasabocas）、ベネズエラではパサピンガス（pasapingas）、ホンジュラスではボキタス（boquitas）、メキシコではボタナス（botanas）またはアントヒートス（antojitos）、チリではエントラダス（entradas）、ペルーではボカディトス（bocaditos）、スペインではエントレメセス（entremeses）またはタパス（tapas）、バスク地方ではピンチョス（pinchos）がオードブルに相当する。
- ザクースキ（zakuski）はロシア料理のオードブルに相当するものである。一般にビュッフェ形式で、肉や魚の塩漬けや燻製、ニンジン、キュウリ、ニンニクなどの酢漬け、サラダ、キャビアやパテ、アスピック、カナッペなどの冷菜や温菜とパンから構成され、ウォッカなどの飲み物と供に提供される。

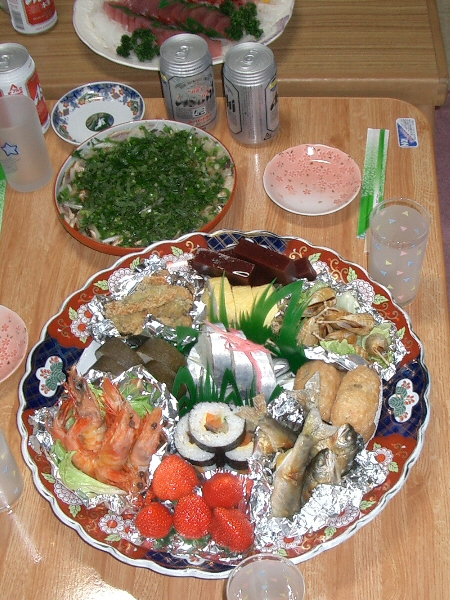
日本のオードブル（皿鉢料理）
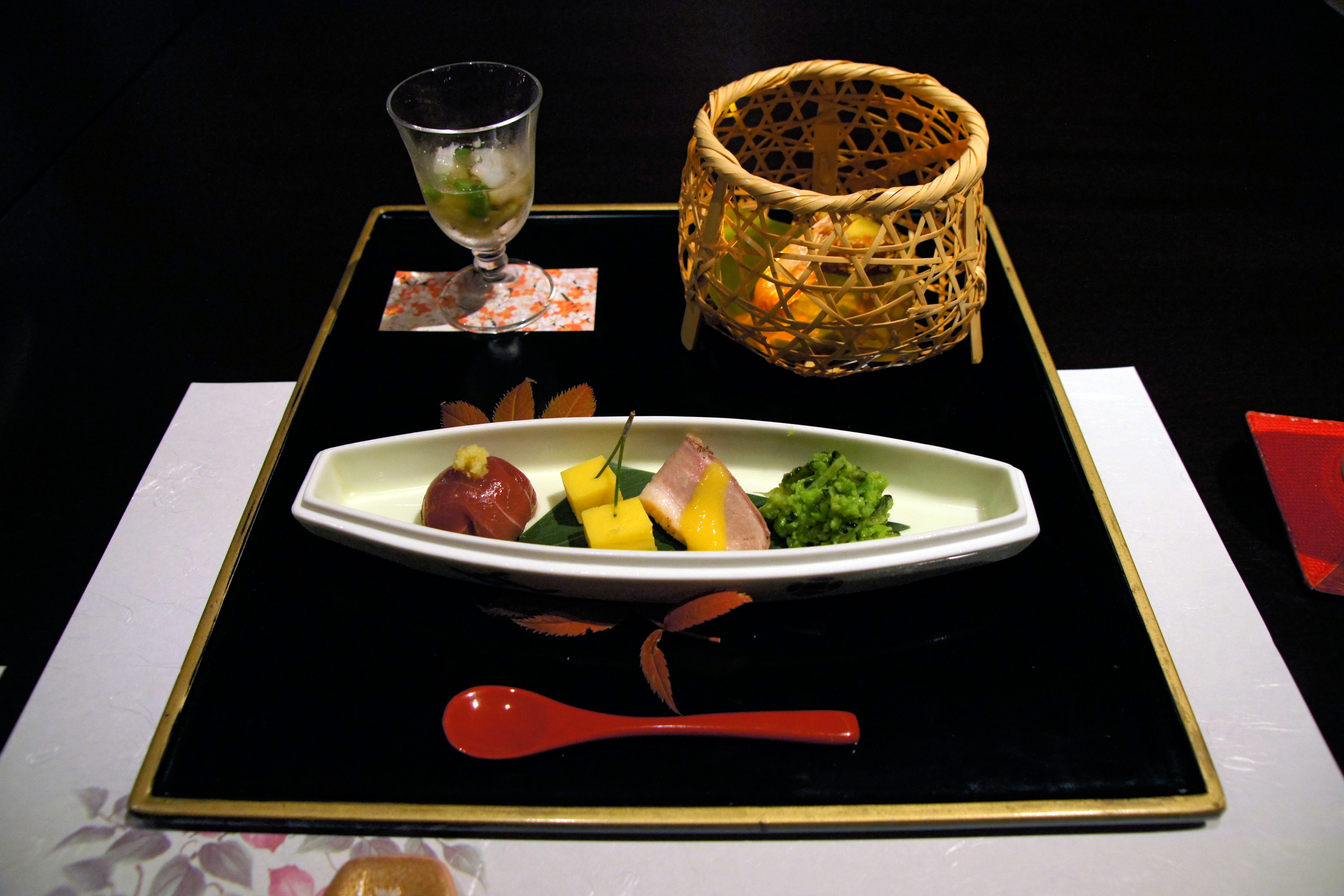
日本のオードブル（会席料理の「八寸」）
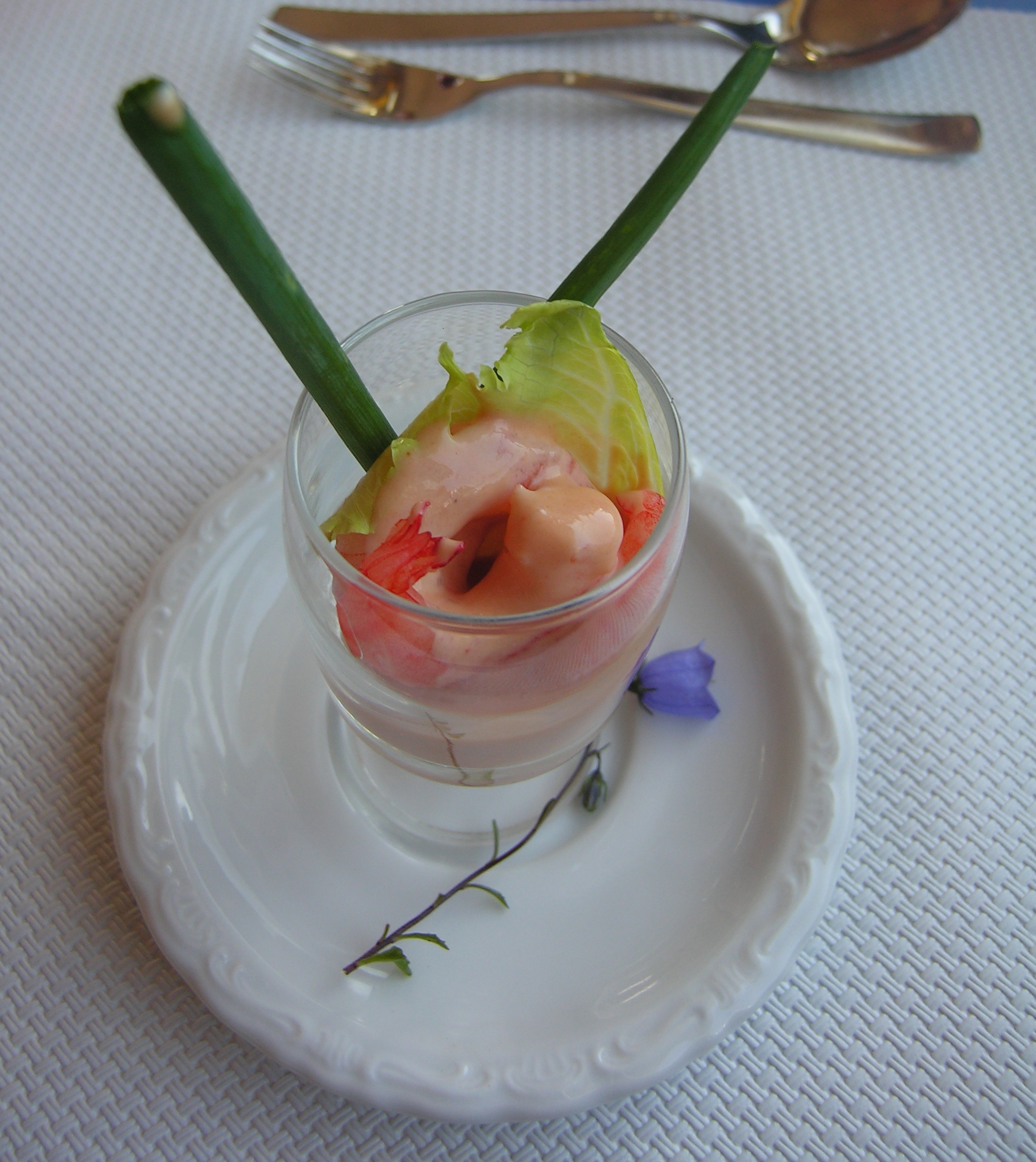
スイスのレストランでのオードブル
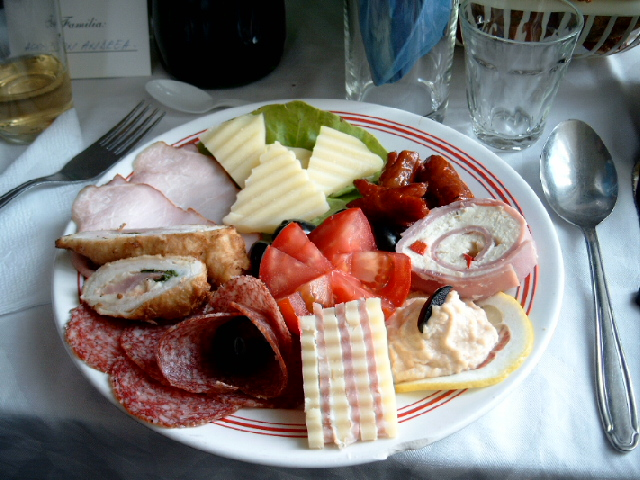
ルーマニアの様々なオードブル